# Myotis ruber
Myotis ruber là một loài động vật có vú trong họ Dơi muỗi, bộ Dơi. Loài này được E. Geoffroy mô tả năm 1806.